# ضريح ماو تسي تونغ

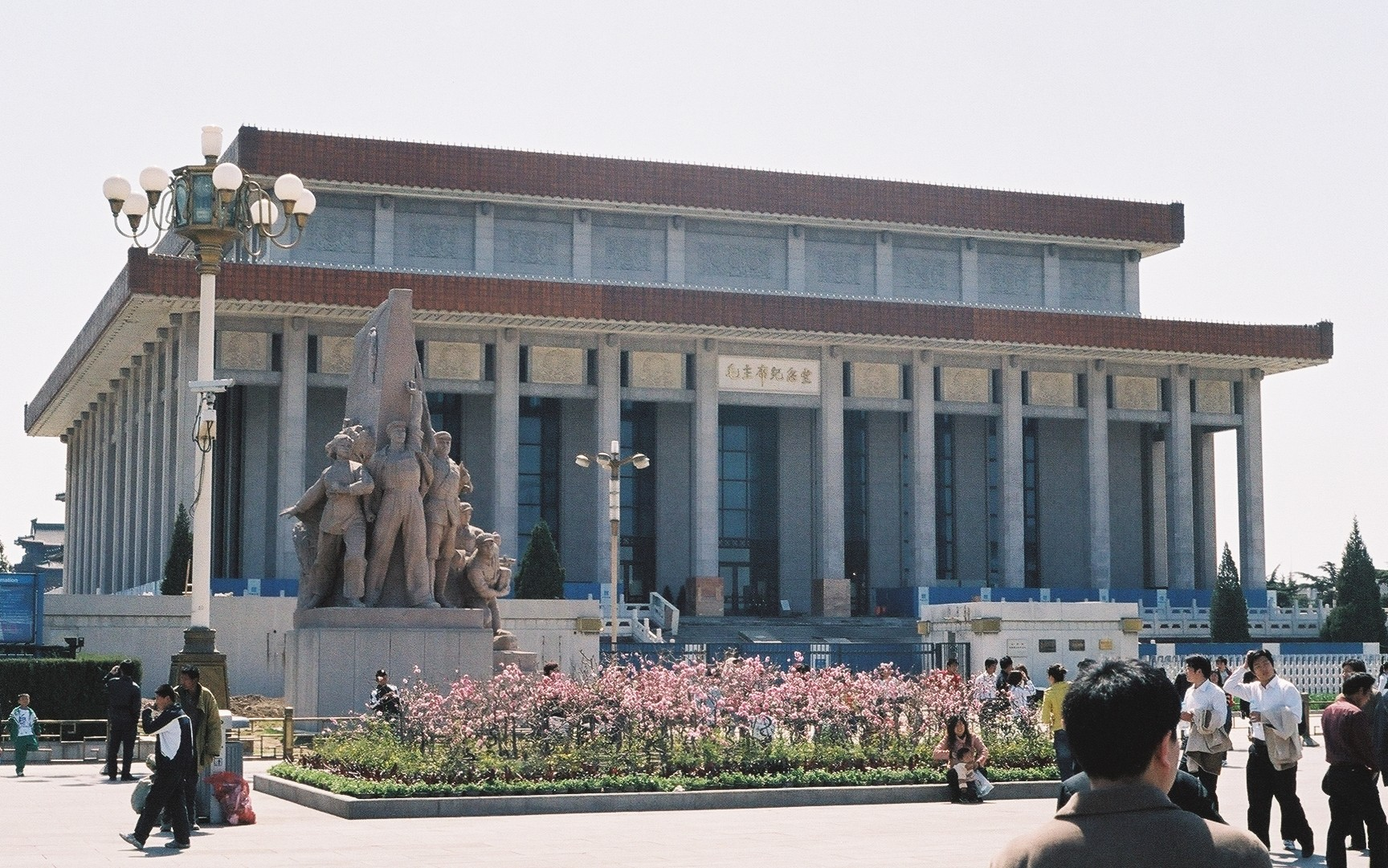

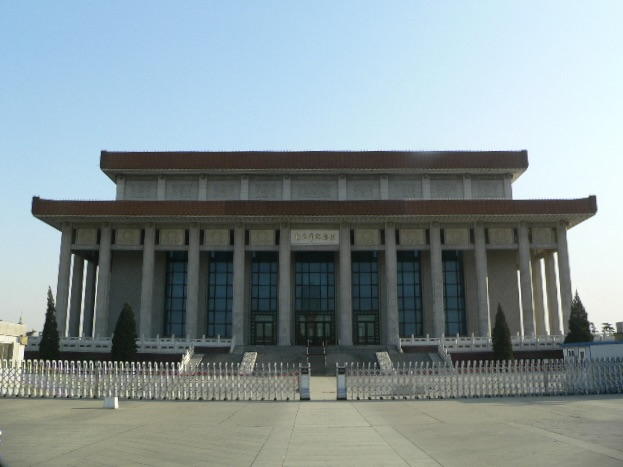
واجهة ضريح ماو تسي تونغ

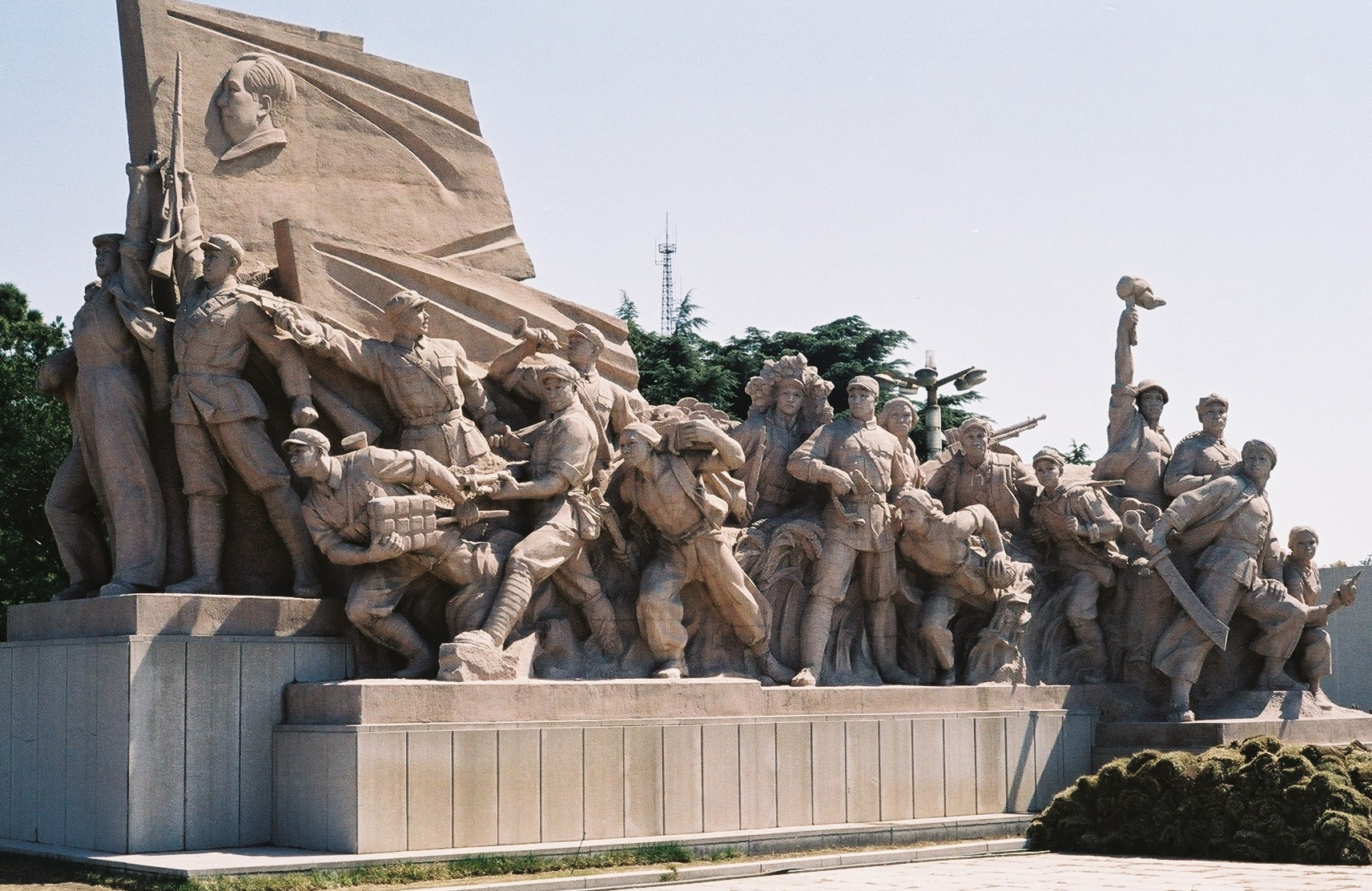
تمثال الضريح

ضريح ماو تسي تونغ (بالصينية: 毛主席纪念堂؛ Máo Zhǔxí Jìniàntáng) هو معلم قبري في شكل ضريح يقع في ساحة تيان آن من في العاصمة بكين في جمهورية الصين الشعبية. يحتوي على جثمان الزعيم ماو تسي تونغ، الرئيس السابق للمكتب السياسي للحزب الشيوعي الصيني من سنة 1943، و كذلك رئيس اللجنة المركزية للحزب الشيوعي من سنة 1945 حتى وفاته في 9 سبتمبر 1976. بالرغم من أن الزعيم الصيني أراد أن يحرق جثمانه بعد موته، إلا أنه تقرر بعد وقت قصير من وفاته بالحفاظ على جسده ودفنه في ضريح ضخم في الجزء الجنوبي من ساحة تيان آن من في الموقع السابق لمعلم بوابة الصين الذي يعود لفترة سلالة مينغ الحاكمة وسلالة تشينغ الحاكمة، والتي تكون المدخل الجنوبي إلى المدينة المحرمة.

## عملية البناء
بدأت عملية بناء الضريح بعد وفاة ماو تسي تونغ في 24 نوفمبر 1976 و انتهت في 24 مايو 1977.

تتكون هذه العملية أساسا من تبرعات الشعب الصيني، ابتداء من التصميم الداخلي و الخارجي و الهندسة المعمارية للمبنى، وصولا إلى اختيار مكونات المبنى التي أتت من جميع المحافظات، سواء الجرانيت من محافظة سيتشوان، و البورسلان من محافظة قوانغدونغ، بالإضافة إلى أكثر من 000 700 شخص تطوع لبناء المعلم من جميع أنحاء البلاد. و بلغت التكلفة النهائية للمبنى حوالي عشرة مرات أكثر من تكلفة بناء قصر مجلس الشعب الموجود بدوره في الجزء الغربي من ساحة تيان آن من.

## زيارة الضريح
يعرض جثمان هذا الزعيم الذي يلقب نفسه الربان العظيم في هذا الضريح الذي يشبه ضريح هو تشي منه في هانوي و ضريح لينين في موسكو.

قبل الدخول للضريح يقف الزوار في صفوف يكون طولها عدة مئات من الأمتار، ثم يدخلون و يمرون أمام الضريح دون توقف مع لزوم إخراج الأيادي من الجيوب فارغة و كذلك حضر حمل أي حقيبة و لو كانت صغيرة.

جسم ماو تسي تونغ يعرض لبضع ساعات فقط في اليوم. حالة جسمه و عملية حفظه تعتبر قليلة، و عمليات منع الوقوف أمامه و تصويره أتخذت لحفظ الجسم من التدهور المتواصل. حتى إن البعض شك في حقيقة وجود جسم الزعيم في الناووس الزجاجي المعروض.

يوجد متجر للهدايا التذكارية في الباب الشمالي للضريح يعرض عدة مواد تشير إلى ماو تسي تونغ (تماثيل، لوحات، ساعات، أكواب، صور...).

تعرض الضريح لعدة عمليات تخريب خاصة في مظاهرات ساحة تيانانمن سنة 1989.

## مقالات ذات صلة
- ضريح هو تشي منه (فيتنام)
- ضريح فلاديمير لينين روسيا
- قصر شمس كومسوزان (ضريح كيم إل سونغ) (كوريا الشمالية)
- ضريح سخباتار (منغوليا)
- ضريح أنور خوجة (ألبانيا)

## وصلات خارجية
- صورة بالقمر الاصطناعي لضريح ماو تسي تونغ على خرائط جوجل.